# Maciej Gajos
Maciej Gajos (* 19. března 1991, Blachownia, Polsko) je polský fotbalový záložník, od roku 2015 hráč klubu Lech Poznań.

## Klubová kariéra
- Raków Częstochowa (mládež)
- Raków Częstochowa 2009–2012
- Jagiellonia Białystok 2012–2015
- Lech Poznań 2015–[1]